# Phrynobatrachus cornutus
Phrynobatrachus cornutus es una especie  de anfibios de la familia Phrynobatrachidae.

## Distribución geográfica
Se encuentra en Camerún, República Centroafricana, República del Congo, Guinea Ecuatorial y Gabón.  

## Estado de conservación
Se encuentra amenazada por la pérdida de su hábitat natural.